# Bolitoglossa bramei
Bolitoglossa bramei е вид земноводно от семейство Plethodontidae.

## Разпространение
Видът е разпространен в Коста Рика и Панама.